# Stephan Gottschling
Stephan Gottschling (* 10. Februar 1968 in Magdeburg) ist ein ehemaliger deutscher Radrennfahrer aus der DDR.
Gottschling startete während seiner Karriere in der DDR für den SC Cottbus. Anfang der 1990er Jahre schloss er sich der RSG Nürnberg an. Seine erste Berufung in die Nationalmannschaft der DDR erhielt er im Januar 1988 zur Kuba-Rundfahrt, die er auf Platz 7 beendete. 1988 wurde Stephan Gottschling Dritter in der Gesamtwertung der Österreich-Rundfahrt sowie Zweiter bei der Ytong Bohemia-Tour. Im Jahr darauf wurde er Dritter der Kuba-Rundfahrt, 1990 wurde er erneut Dritter der Österreich-Rundfahrt. 1991 gewann er Rund um die Nürnberger Altstadt.
1992 wurde Gottschling deutscher Meister im Straßenrennen der Amateure, gewann die New Zealand Post Tour, die Ägypten-Rundfahrt und die Oder-Rundfahrt. Außerdem gewann er 1993 die südafrikanische Rapport Toer. 1994 wurde er Deutscher Bergmeister. 1995 wurde er Zweiter der Niedersachsen-Rundfahrt, die er im Jahr darauf gewann. Viermal startete er bei der Internationalen Friedensfahrt, 1995 belegte er in der Gesamtwertung Platz vier und 1996 Platz fünf.
1997 wurde Stephan Gottschling Profi. 1997 wurde er Zweiter der Deutschen Bergmeisterschaft. 2000 fuhr er für das Post Swiss Team. In seiner aktiven Laufbahn hat er an mehreren Weltmeisterschaften teilgenommen. 2000 trat er vom aktiven Radsport zurück.